# Ratpenat cuallarg de cap pla de Roberts
El ratpenat cuallarg de cap pla de Roberts (Sauromys petrophilus) és una espècie de ratpenat de la família dels molòssids. Viu a Sud-àfrica, Namíbia, Botswana, Zimbàbue i Moçambic.

## Subespècies
- Sauromys petrophilus erongensis
- Sauromys petrophilus fitzsimonsi
- Sauromys petrophilus petrophilus
- Sauromys petrophilus haagneri
- Sauromys petrophilus umbratus